# Аравет
Араве́т (арм. Արավետ) — село в Ширакской области, Армения. Вместе с селом Алвар составляет общину Алвар. Численность населения — 178 человек (2012, с селом Алвар).

## География
Община села Аравет Ширакской области, находится на северо-западе страны.

## Экономика
Население занимается скотоводством и земледелием.